# Evaristo Muñoz
Evaristo Muñoz Estarlich – hiszpański malarz barokowy, był kontynuatorem stylu Antonia Palomina i Luca Giordano. Namalował wiele nastaw ołtarzowych. Jednym z jego uczniów był José Espinós.